# Clodia

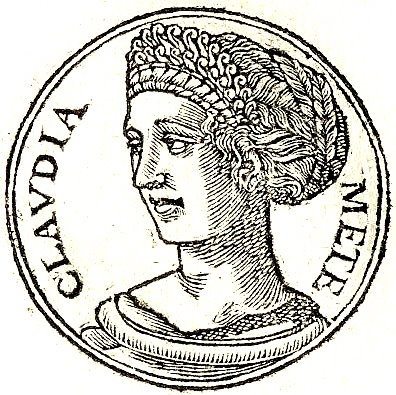
Medalla de Claudia en el Promptuarii iconum insigniorum de Guillaume Rouille (1553)

Clodia fue una dama patricia romana, nacida en 95 a. C., tercera hija del patricio Apio Claudio Pulcro y Cecilia Metela y hermana de Publio Clodio Pulcro.
Como las mujeres de clase alta de su época, Clodia recibió buena educación en Griego y en Filosofía, con un talento especial para escribir poesía. Su vida, inmortalizada en los escritos de Cicerón y también, según creencia general, en los poemas de Catulo, se caracterizó por continuos escándalos.

## Biografía
Junto con su hermano Publio Clodio Pulcro, se cambió el nombre patricio Claudia al de Clodia, de connotación plebeya.
Clodia se casó con su primo Quinto Cecilio Metelo Céler. El matrimonio no fue feliz. Clodia tuvo varias aventuras con hombres casados y esclavos, convirtiéndose al mismo tiempo en una famosa jugadora y bebedora. Las discusiones con Metelo Celer eran constantes, a menudo en público. Cuando Metelo Celer murió en extrañas circunstancias en 59 a. C., se sospechó que ella le había envenenado.
Como viuda, Clodia empezó a ser conocida como una mujer de vida alegre, tomando varios amantes, entre ellos posiblemente al poeta Catulo, quien perdería el favor de Clodia y, celoso y encolerizado, empezó a escribir contra Clodio. Pero fue otra de sus aventuras la que causó un tremendo escándalo, la que mantuvo con Marco Celio Rufo, el amigo de Catulo. Después de terminar la relación con Celio en 56 a. C., Clodia le acusó públicamente de intentar envenenarla. Hubo acusación de asesinato y un juicio. El defensor de Celio era Cicerón, que la trató muy duramente, (discurso Pro Caelio) ya que tenía un interés personal en el caso, porque su hermano Publio Clodio era su enemigo político más acérrimo. Entre otras cosas, Clodia fue acusada de ser una seductora y una borracha en Roma y en Baiae, así como de cometer incesto con su hermano Publio.  Parece ser que el matrimonio de Cicerón con Terencia sufría por las sospechas persistentes de ésta de que Cicerón estaba teniendo una aventura con Clodia.
La historia de Clodia y el poeta puede imaginarse de
muchas maneras; por obra del arte, la historia de Lesbia y Catulo es sólo una.
Quizás la palabra «celo» viene del enfrentamiento entre Celio y Cátulo. Es en este discurso de Cicerón donde se indica claramente su pertenencia a la gens Claudia, a través de su padre y su antecesor, Apio Claudio el Censor, responsable de la construcción de la Vía Apia.
Después del juicio de Celio, en el que éste fue encontrado no culpable, no se sabe nada o muy poco sobre Clodia, y se desconoce la fecha de su muerte. Debido a que las mujeres romanas no eran identificadas con nombres personalizados, hay cierta dificultad en identificarlas. Tal vez esta Clodia o una hermana estaba aún viva en 44 a. C.

## Identificación con Lesbia

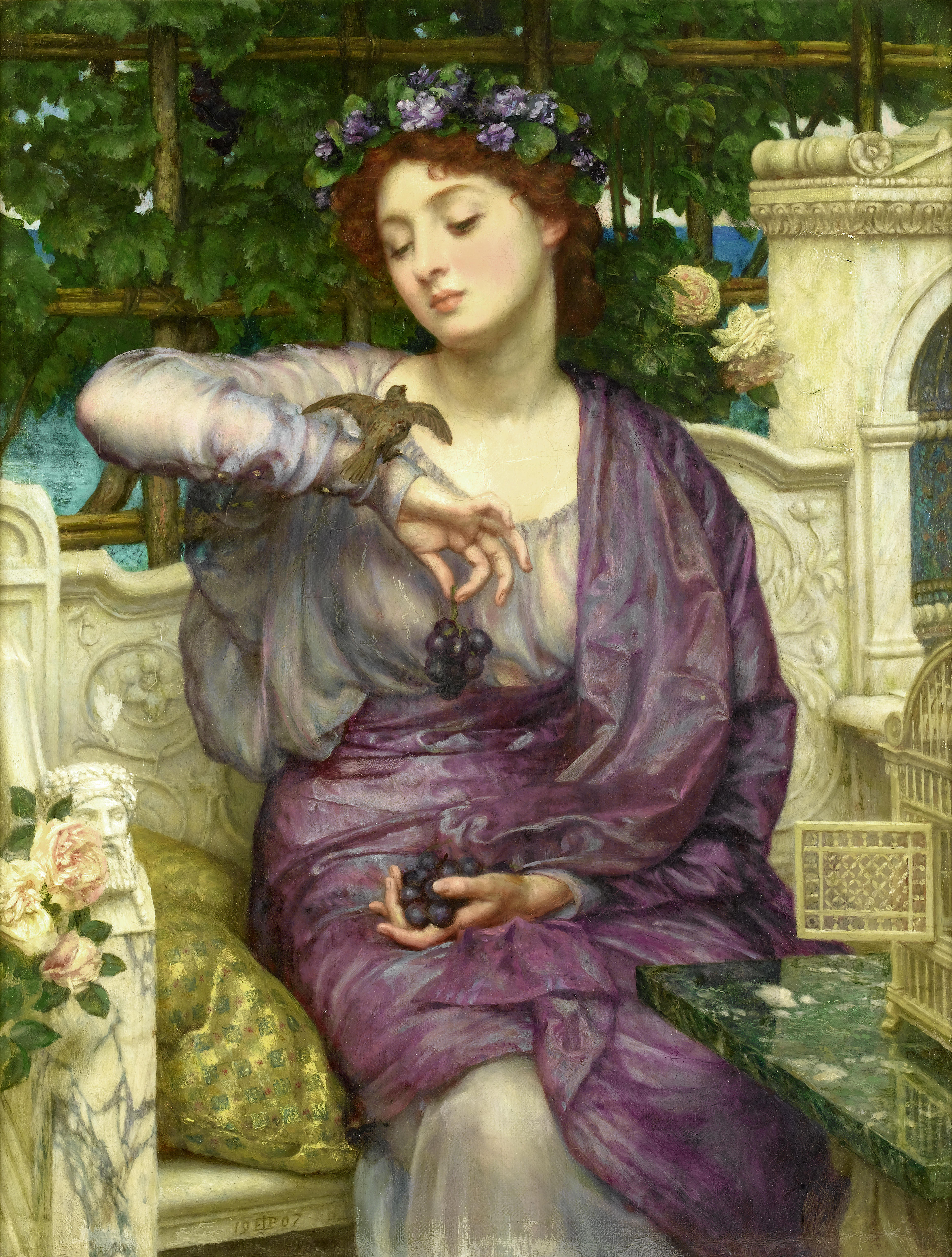
Lesbia y su gorrión (Catullus 2). Por Edward Poynter.

El poeta Catulo escribió varios poemas de amor referentes a una mujer llamada Lesbia, identificada en la segunda mitad del siglo por el escritor Apuleyo (Apología 10) como una "Clodia". Esta práctica de sustituir nombres reales por unos con idéntico valor métrico era usual en la poesía latina de la época. La identificación de Lesbia con Clodia, basada sobre todo en el retrato que hizo de ella Cicerón, es un hecho aceptado, a pesar de detractores ocasionales. La historiadora especializada en Roma, Suzanne Dixon, refiere un poderoso argumento no sólo contra la identificación de Clodia con Lesbia sino también sobre que 'Lesbia' se refería a una mujer real.[cita requerida]

## Cultura popular
Existe una versión sobre los amores de Clodia con su hermano y demás patricios romanos en un cuento de la colección  Vidas imaginarias, de Marcel Schwob.